# Chrysoxena
Chrysoxena là một chi bướm đêm thuộc phân họ Tortricinae của họ Tortricidae.

## Các loài
- Chrysoxena auriferana (Busck, 1911)